# Xã Monroe, Quận Putnam, Indiana
Xã Monroe (tiếng Anh: Monroe Township) là một xã thuộc quận Putnam, tiểu bang Indiana, Hoa Kỳ. Năm 2010, dân số của xã này là 1.569 người.